# Бенчковиці-Подуховне
Бенчковиці-Подуховне (пол. Bęczkowice Poduchowne) — село в Польщі, у гміні Ленки-Шляхецькі Пйотрковського повіту Лодзинського воєводства.